# Euproctis coniorta
Euproctis coniorta är en fjärilsart som beskrevs av Collenette 1960. Euproctis coniorta ingår i släktet Euproctis och familjen tofsspinnare. Inga underarter finns listade i Catalogue of Life.